# José Ventura Aguirre-Solarte Iturraspe
José Ventura Aguirre-Solarte Iturraspe (Lekeitio, 3 de setembre de 1793 - París, 15 d'abril de 1842) va ser un comerciant, banquer i polític liberal basc, ministre durant la minoria d'edat d'Isabel II d'Espanya.

## Biografia
De jove, va marxar a Perú i Xile, on va aconseguir una notable fortuna. De retorn a Europa es va establir en Regne Unit després de casar-se amb Ceferina Alcibar Guizaburuaga, i des d'allí es va dedicar a la importació i exportació de productes des d'i cap als ports del País Basc, sobretot vi i llana, juntament amb José Luis Uribarren. Operava a través de la signatura Aguirrebengoa, fils & Uribarren (establerta a Bordeus i París), amb la qual també realitzava operacions de compra de deute públic i inversions de capitals en empreses europees, gràcies als fons repatriats de grans fortunes des de Llatinoamèrica a causa del procés d'independència dels diferents països sud-americans.
Va ser escollit procurador a les Corts en 1834 i 1836, i designat ministre d'Hisenda amb Francisco Javier de Istúriz en 1836, encara que va renunciar al cap de poc per seguir dedicant-se a les activitats privades. Va figurar des de 1833 en la llista dels majors contribuents d'Espanya.